# Qush Tepa (distrikt)
Qush Tepa är ett distrikt i Afghanistan. Det ligger i provinsen Jowzjan, i den norra delen av landet, 400 kilometer nordväst om huvudstaden Kabul. Administrativ huvudort är Qush Tepa.
Distriktet beräknades år 2022 ha cirka 28 000 invånare.